# 後藤浩二
後藤 浩二（ごとう こうじ、1973年1月23日 - ）は愛知県出身のピアニスト。

## 略歴
南山大学在学中より、活動を開始。峰厚介，大野俊三，ケイコ・リーをはじめ、多くのミュージシャンとのセッションを重ねる。
作曲においても、自身のグループへの提供だけでなく、ポップシンガー竹井詩織里への提供もある。
自己のグループでの活動の他、岡田組（後藤浩二，岡田勉，黒田敦司，他）など多くのグループに参加。
中部地区のＦＭラジオRADIO-iにて、JAZZ YAWAというコーナーのパーソナリティを務めていた。
2010年9月30日のRADIO-i閉局特番ではヴォーカリストの今岡友美とともに生演奏を披露した。
2016年10月から2019年3月まで、CBCラジオ『後藤浩二 ジャズ魂～あなたと夜と音楽と～』のパーソナリティを務めた。

## ディスコグラフィ

### リーダー作品
- 『時刻-TOKI-』 （2023年、後藤浩二 piano solo）
- 『Something Big(情家みえ，後藤浩二)』 （2023年、情家みえ vocal）
- 『Warm feelings(the EROS)』 （2019年、 加藤雅史 bass, 江藤良人 drums）
- 『September in the rain(神谷えり，後藤浩二)』 （2019年、 神谷えり vocal）
- 『Jazz曜日(渡辺美香，三四朗，後藤浩二)』 （2017年、 渡辺美香 vocal, 三四朗 saxophone）
- 『La Rencontre』 （2015年、後藤浩二 piano solo）
- 『LAVENDER - Aroma Jazz -(junko，後藤浩二)』 （2015年、 junko vocal）
- 『ONTOLOGY』 （2014年、後藤浩二 piano solo）
- 『SOLO CONCERT』（2009年、 最明由梨 violin, 吉内紫 viola, 中山郁 cello,照喜名俊典 arrange, ケン・マスイ arrange, others）
- 『Quiet Thrill(the EROS)』 （2009年、 岡田勉 bass, 江藤良人 drums）
- 『hope』（2007年、 ハーヴィー・メイソン drums, ラリー・グレナディア bass）
- 『一期一会　しらかわホールの後藤浩二』 （2006年、後藤浩二 piano solo）
- 『Azul』（2005年、 島田剛 bass, 黒田和良 drums）
- 『Reminiscence』（2004年、 島田剛 bass, 黒田和良 drums）
- 『A Wonderful time』（2003年、 島田剛 bass, 黒田和良 drums）

### 主な参加作品
- 『A Time For Spring』 （2023年、西村有香里）
- 『THE REST OF YOUR LIFE』 （2021年、情家みえ）
- 『LIVE ALBUM 2020』 （2021年、江藤良人）
- 『クリームパン』 （2020年、赤松クニユキ）
- 『LAND OF DREAMS』 （2019年、小林美千代）
- 『Etrenne』 （2018年、情家みえ）
- 『That's my way』 （2017年、粟田麻利子）
- 『My Christmas List』 （2016年、junko）
- 『Goodbye today』 （2015年、情家みえ）
- 『BOSS +NOVA』 （2014年、Shinji Boss WATANABE）
- 『sings BALLADS and other love songs』 （2014年、情家みえ）
- 『Dualism』 （2014年、Natsuko）
- 『未来へ・・・』 （2014年、Twinkle）
- 『Like A Speak II』 （2014年、森久子）
- 『JUST NOW』 （2012年、森久子）
- 『LIKE A SPEAK (A TRIBUTE TO "DON ABNEY") 』 （2011年、森久子）
- 『WHAT DO YOU RECOMMEND IN NEW YORK?』 （2011年、島田剛）
- 『Best Of Best Harvey Mason』 （2008年、ハーヴィー・メイソン）
- 『STREAM OF LIFE』 （2008年、赤松敏弘）
- 『Color Scheme』 （2008年、椿田薫）
- 『心の絵 Mind Pictures』 （2008年、小林美千代）
- 『Favorite』 （2007年、司いつ子）
- 『duos』 （2007年、神谷えり）
- 『A House is not a Home』 （2006年、榊原洋子）
- 『世界 止めて』 （2005年、竹井詩織里）
- 『Pure Moon』 （2005年、Chia）
- 『The place I belong』 （2005年、谷口知巳）
- 『2225 South High Street』 （2005年、谷口知巳）
- 『Live at Star Eyes Featuring Koji GOTO』 （2005年、竹内直）
- 『一度恋をしたら Once You've Been In Love』 （2004年、伊藤君子）
- 『Make It So』 （2004年、椿田薫）
- 『Dedicated To You』 （2003年、三槻直子）
- 『LUCK OF PIECES』 （2003年、小林美千代）
- 『DIAMOND RING』 （2003年、森久子）
- 『A Song Of A Dolphin』 （2001年、三槻直子）
- 『JAZZ BROTHERS LIVE AT LOVELY』 （1998年、金澤英明）